# Tour de Romandía 1959
La 13.ª edición del Tour de Romandía se disputó del 7 de mayo al 10 de mayo de 1959 con un recorrido de 837 km dividido en 5 etapas, con inicio y fin en Friburgo.
El vencedor fue el suizo Kurt Gimmi, cubriendo la prueba a una velocidad media de 36,3 km/h.

## Etapas[1]
| Etapa | Recorrido         | Km  | Ganador         |
| 1.ªa  | Friburgo          | 12  | Rolf Graf       |
| 1.ªb  | Friburgo-Martigny | 152 | Kurt Gimmi      |
| 2.ª   | Martigny-Carouge  | 203 | Albert Bouvet   |
| 3.ª   | Ginebra-Delémont  | 236 | Angelo Conterno |
| 4.ª   | Delémont-Friburgo | 234 | Albert Bouvet   |

## Clasificaciones
Así quedaron los diez primeros de la clasificación general de la segunda edición del Tour de Romandía
| \| 1. \| Kurt Gimmi \| Suiza \| 23h01'02" \| \| \| 2. \| Rolf Graf \| Suiza \| + 26" \| \| \| 3. \| Alfred Ruegg \| Suiza \| + 1'00" \| \| \| 4. \| Angelo Conterno \| Italia \| + 1'33" \| \| \| 5. \| René Privat \| Francia \| + 1'34" \| \| \| 6. \| Antonio Ricco \| Francia \| + 5'19" \| \| \| 7. \| Albert Bouvet \| Francia \| + 8'07" \| \| \| 8. \| Agostino Coletto \| Italia \| + 9'03" \| \| \| 9. \| Jean-Claude Gret \| Suiza \| + 10'16" \| \| \| 10. \| André Dupré \| Francia \| + 10'20" \| \| |                  |         |           |  |
| 1. | Kurt Gimmi       | Suiza   | 23h01'02" |  |
| 2. | Rolf Graf        | Suiza   | + 26"     |  |
| 3. | Alfred Ruegg     | Suiza   | + 1'00"   |  |
| 4. | Angelo Conterno  | Italia  | + 1'33"   |  |
| 5. | René Privat      | Francia | + 1'34"   |  |
| 6. | Antonio Ricco    | Francia | + 5'19"   |  |
| 7. | Albert Bouvet    | Francia | + 8'07"   |  |
| 8. | Agostino Coletto | Italia  | + 9'03"   |  |
| 9. | Jean-Claude Gret | Suiza   | + 10'16"  |  |
| 10. | André Dupré      | Francia | + 10'20"  |  |